# Нижний констриктор глотки
Ни́жний констри́ктор гло́тки (лат. musculus constrictor pharyngis inferior) — мышца-сжиматель глотки человека. Кроме нижнего констриктора имеются другие сжиматели глотки: средний и верхний констрикторы глотки и мышцы-подниматели глотки: шилоглоточная и трубно-глоточная.

## Общие сведения
Нижний констриктор глотки образован поперечно-полосатой мускулатурой и состоит из двух частей: щитоглоточной мышцы (лат. pars thyropharyngea), начинающейся от наружной поверхности пластинки щитовидного хряща гортани и перстнеглоточной мышцы (лат. pars cricopharyngea), начинающейся от боковой поверхности перстневидного хряща гортани. Мышечные пучки нижнего констриктора расходятся веером назад, вниз, горизонтально и вверх и на задней поверхности глотки срастаются с пучками аналогичной мышцы противоположной стороны, образуя по срединной линии шов глотки.
Нижний констриктор прикрывают нижнюю часть среднего констриктора глотки.

## Функция
Главная функция нижнего констриктора глотки заключается в сужении просвета глотки. При поступлении болюса (пищевого комка или жидкости) в глотку, продольные мышцы-подниматели поднимают глотку кверху, а констрикторы глотки сокращаются последовательно от верхнего констриктора к нижнему, в результате чего болюс проталкивается по направлению к пищеводу.

## Роль в заболеваниях человека
Нескоординированные сокращения, и/или спазм, и/или недостаточное расслабление нижнего констриктора глотки в настоящее время считаются главными факторами в развитии дивертикула Зенкера.
Несогласованная моторная активность перстнеглоточной мышцы может вызвать трудности при глотании.

## Методы диагностики нижнего констриктора

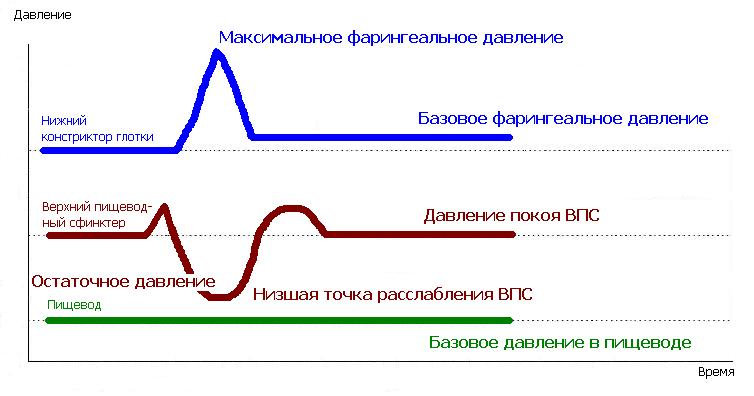
В норме, при глотании, пик давления в нижнем констрикторе глотки должен соответствовать минимуму давления в верхнем пищеводном сфинктере

Диагностика функционирования нижнего констриктора глотки выполняется с помощью фарингеальной манометрии, в процессе которой, при проведении серий так называемых влажных и сухих глотков, изучается координация сокращений нижнего констриктора глотки и расслаблений верхнего пищеводного сфинктера.